# Raillencourt-Sainte-Olle
Raillencourt-Sainte-Olle – miejscowość i gmina we Francji, w regionie Hauts-de-France, w departamencie Nord.
Według danych na rok 1990 gminę zamieszkiwało 2220 osób, a gęstość zaludnienia wynosiła 313 osób/km² (wśród 1549 gmin regionu Nord-Pas-de-Calais Raillencourt-Sainte-Olle plasuje się na 334. miejscu pod względem liczby ludności, natomiast pod względem powierzchni na miejscu 513.).